# Opsion ornatifemora
Opsion ornatifemora är en tvåvingeart som beskrevs av Fisher 1939. Opsion ornatifemora ingår i släktet Opsion och familjen svampmyggor.
Artens utbredningsområde är Costa Rica. Inga underarter finns listade i Catalogue of Life.